# AMC Airlines
AMC Airlines — єгипетська чартерна авіакомпанія зі штаб-квартирою в Каїрі. Здійснює чартерні рейси на курорти Єгипту з Європи, регулярні чартерні рейси до Близького Сходу, а також внутрішні рейси. Авіакомпанія також здійснює спеціальні VIP-рейси та військове транспортування (для ООН). Її основною базою є Міжнародний аеропорт Каїр, а також має бази в аеропортах Хургада, Шарм-ель-Шейх та Луксор.

## Флот

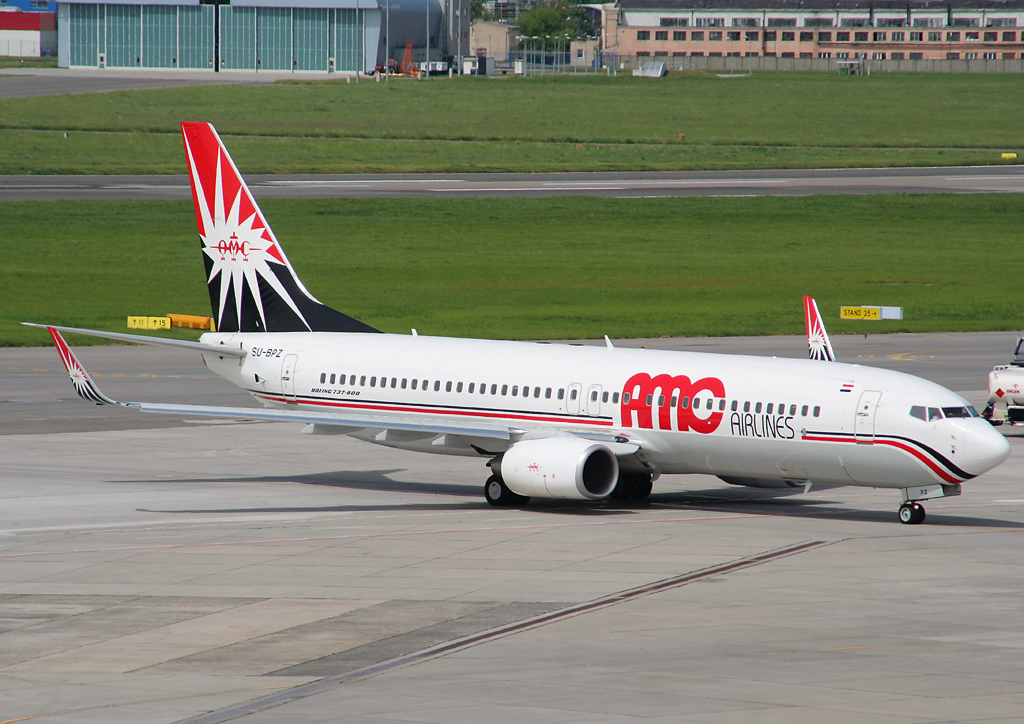
Boeing 737—800 of AMC Airlines

Станом на квітень 2019:
| Тип             | В дії | Замовлено | Пасажирів | Примітки |
| --------------- | ----- | --------- | --------- | -------- |
| Boeing 737—500  | 1     | —         | 104       |          |
| Boeing 737—500  | 2     | —         | 114       |          |
| Boeing 737—800  | 2     | —         | 189       |          |
| Airbus A320-231 | 1     | —         | 180       |          |
| Разом           | 6     |           |           |          |